# Ian Plimer
Ian Rutherford Plimer (* 12. April 1946) ist ein australischer Geologe und Klimawandelleugner.

## Leben und Wirken
Plimer wuchs in Sydney auf und studierte Bergbau an der University of New South Wales mit dem Bachelor-Abschluss 1968 und wurde 1976 an der Macquarie University in Geologie promoviert (The pipe deposits of tungsten-molybdenum-bismuth in eastern Australia). 1968 bis 1973 war er Tutor an der Macquarie University und danach bis 1979 Lecturer in Geologie an der University of New South Wales. Danach ging er als Chefgeologe zur Bergbaugesellschaft North Broken Hill Ltd. 1982 wurde er Senior Lecturer für Wirtschaftsgeologie an der University of New England und 1984 Professor für Geologie an der University of Newcastle. Ab 1991 war er Professor an der University of Melbourne, ab 2005 als Professor Emeritus.
Er war Aufsichtsratsmitglied einer Reihe von Bergwerksgesellschaften in Australien.

## Klimawandelleugnung
Er lehnt die Reduzierung von Treibhausgasemissionen zum Klimaschutz ab und kritisiert insbesondere das Intergovernmental Panel on Climate Change (IPCC). Er hält den Kohlendioxid-Ausstoß durch Vulkane (speziell unterseeische Vulkane) für viel bedeutender als den durch Menschen verursachten Anstieg, im Widerspruch zum Stand der Wissenschaft, demzufolge menschliche CO2-Emissionen etwa um den Faktor 100 höher sind als vulkanische. Plimer hält grundsätzlich extreme Klimaänderungen für normal und unausweichlich. Auch hält er andere Einflüsse, wie den der Sonne, für unterschätzt.
Seine Hypothesen zur globalen Erwärmung veröffentlichte er 2009 im Vorfeld der Parlamentsentscheidung zum australischen Emissionshandelssystem in dem Buch Heaven and Earth: Global Warming – the missing science, das ein Bestseller wurde. In Wissenschaftskreisen stieß das Buch auf weitgehende Ablehnung. Kurt Lambeck, damaliger Präsident der australischen Wissenschaftsakademie, sagte, das Buch sei kein wissenschaftliches Werk. Von verschiedenen Wissenschaftlern wurden unter anderem ein schwaches Verständnis des Klimasystems, fehlende und falsch dargestellte Quellen, in sich widersprüchliche Hypothesen und handwerklicher Fehler bemängelt. In Politik und Medien rief es ein international breites und geteiltes Echo hervor. Von 216 zwischen April und Juni 2009 veröffentlichten Zeitungs- und Online-Artikeln äußerten sich 56 % positiv über das Buch, besonders Medien der News Corporation äußerten sich wohlwollend; positives Echo gab dabei häufig auch verschwörungstheoretische Anklänge aus Plimers Buch wieder. Er veröffentlicht zudem vielfach Meinungsartikel in verschiedenen Zeitungen. Die Website Climate Feedback, bei der Wissenschaftler die Glaubwürdigkeit von Medienartikeln mit Klimabezug beurteilen, listet mit Stand Dezember 2019 vier Artikel von Plimer, die dort einem Faktencheck unterzogen wurden. Alle vier Artikel erhielten auf einer Skala von +2 bis −2 die Bewertung −2 (sehr unglaubwürdig).
2022 behauptete er u. a., dass die Temperaturmessungen gefälscht worden seien, um die Erwärmung schlimmer aussehen zu lassen und es „wissenschaftlicher Betrug vom ersten Tag an“ gewesen sei. Zudem habe „niemand jemals nachgewiesen, dass menschliche CO2-Emissionen die globale Erwärmung verursachen“, eine Aussage, die im diametralen Widerspruch zum Forschungsstand steht.

## Mitgliedschaften
Er ist Fellow der Australian Academy of Technological Sciences and Engineering, des Australian Institute of Geoscientists und des Australasian Institute of Mining and Metallurgy sowie Ehren-Fellow der Geological Society of London. Plimer ist Mitglied der Royal Society of South Australia, der Royal Society of New South Wales und der Royal Society of Victoria.
Mit Richard Selley und Robin Cocks ist er Herausgeber der Encyclopedia of Geology. Er ist mit dem konservativen australischen Think Tank Institute of Public Affairs verbunden. Daneben ist er Beiratsmitglied verschiedener Klimawandelleugnerorganisationen wie der Global Warming Policy Foundation oder des australischen Galileo Movement, dessen Ziel die Abschaffung der CO2-Steuer in Australien war. Zeitweise war er auch Mitglied des Beirats der deutschen Klimaleugnerorganisation EIKE.

## Sonstiges
Plimer ist in Australien auch als Kritiker des Kreationismus bekannt, worüber er das Buch Telling Lies for God: Reason vs Creationism (1994) veröffentlichte.
1998 erhielt er die Leopold-von-Buch-Plakette, 2004 die Clarke-Medaille der Royal Society of New South Wales und 2001 die australische Centennary Medal. 1995 und 2002 gewann er den Eureka Prize.

## Schriften
- A short history of planet earth, ABC Books 2001